# Vầng trăng
Vầng trăng (tiếng Ý: La luna) là một bộ phim tình cảm - tâm lý xã hội của đạo diễn Bernardo Bertolucci, ra mắt năm 1979.

## Nội dung
Truyện phim kể về đời sống khó khăn của Joe - một cậu bé tuổi mới lớn - và mối quan hệ của cậu với cha mẹ mình, bao gồm cả mối quan hệ loạn luân với người mẹ.

## Diễn viên
- Matthew Barry... Joe Silveri
- Jill Clayburgh... Caterina (Mẹ Joe)
- Veronica Lazăr... Marina
- Tomas Milian... Giuseppe
- Renato Salvatori... Đảng viên Cộng sản
- Fred Gwynne... Douglas Winter
- Alida Valli... Mẹ Giuseppe
- Elisabetta Campeti... Arianna
- Franco Citti... Người đàn ông trong quán bar
- Roberto Benigni... Người bọc thảm
- Carlo Verdone... Giám đốc của Caracalla
- Peter Eyre... Edward

## Ê-kíp
- Chỉ đạo nghệ thuật: Maria Paola Maino, Gianni Silvestri
- Phục trang: Lina Nerli Taviani
- Hóa trang: Giuseppe Banchelli, Iole Cecchini